# Disney Television Animation
Disney Television Animation ist ein US-amerikanisches Animationsstudio, das animierte Fernsehserien, Filme, Specials und andere Projekte erstellt, entwickelt und produziert.

## Geschichte
The Walt Disney Pictures Television Animation Group wurde 1984 von Gary Krisel gegründet und wurde 1987 in Walt Disney Television Animation umbenannt. In den späten 1980er und in den 1990er Jahren produzierte Disney Television Animation mehrere preisgekrönte TV-Produktionen. Im Jahr 2011 wurde der Name zu Disney Television Animation geändert.

## Filmographie (Auswahl)
- 1985–1991: Disneys Gummibärenbande
- 1987–1990: DuckTales – Neues aus Entenhausen
- 1988–1991: Neue Abenteuer mit Winnie Puuh
- 1989–1990: Chip und Chap – Die Ritter des Rechts
- 1990–1991: Käpt’n Balu und seine tollkühne Crew
- 1991–1992: Darkwing Duck
- 1992: Goofy und Max
- 1992: Raw Toonage – Kunterbuntes aus der Trickkiste
- 1992–1994: Arielle, die Meerjungfrau
- 1993–1994: Bonkers, der listige Luchs von Hollywood
- 1994–1995: Aladdin
- 1994–1997: Gargoyles – Auf den Schwingen der Gerechtigkeit
- 1995: Shnookums & Meat
- 1995–1999: Abenteuer mit Timon und Pumbaa
- 1996: Quack Pack – Onkel D. & Die Boys!
- 1996–1997: Mighty Ducks – Das Powerteam
- 1996–1998: Dschungelbuch-Kids
- 1997–2000: Pepper Ann
- 1997–2001: Disneys Große Pause
- 1998–2000: PB&J Otter – Die Rasselbande vom Hoohaw-See
- 1998–1999: Hercules
- 1999–2000: Neue Micky Maus Geschichten
- 2000–2004: Disneys Wochenend-Kids
- 2000–2002: Disneys Klassenhund
- 2000–2001: Captain Buzz Lightyear – Star Command
- 2001–2003: Mickys Clubhaus (House of Mouse)
- 2001–2003: Disneys Tarzan
- 2002–2007: Kim Possible
- 2003–2006: Lilo & Stitch
- 2006–2016: Micky Maus Wunderhaus
- 2007–2015: Phineas und Ferb
- 2009–2012: Spezialagent Oso
- 2012–2016: Willkommen in Gravity Falls
- 2017–2021: Ducktales (2017)
- 2019–2022: Disney Amphibia[1]
- 2020–2023: Willkommen im Haus der Eulen
- 2022: Disney Chibiverse[2]
- 2023: Marvel Moon Girl und Devil Dinosaur[3][4]
- 2023: Haileys Mission (Hailey's on it)[5]